# Carl Bertelsmann-Preis

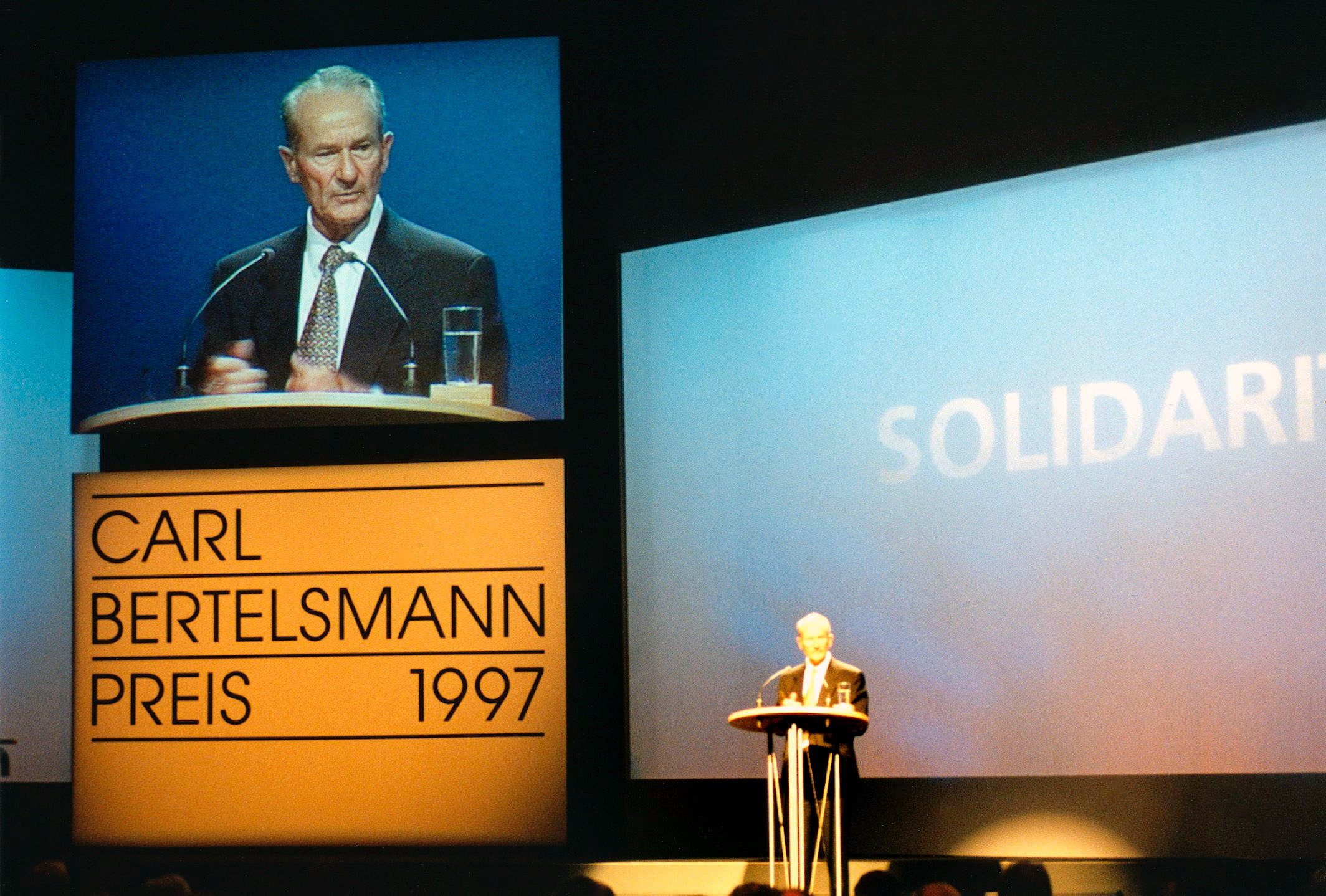
Reinhard Mohn bei der Verleihung des Carl Bertelsmann-Preises 1997

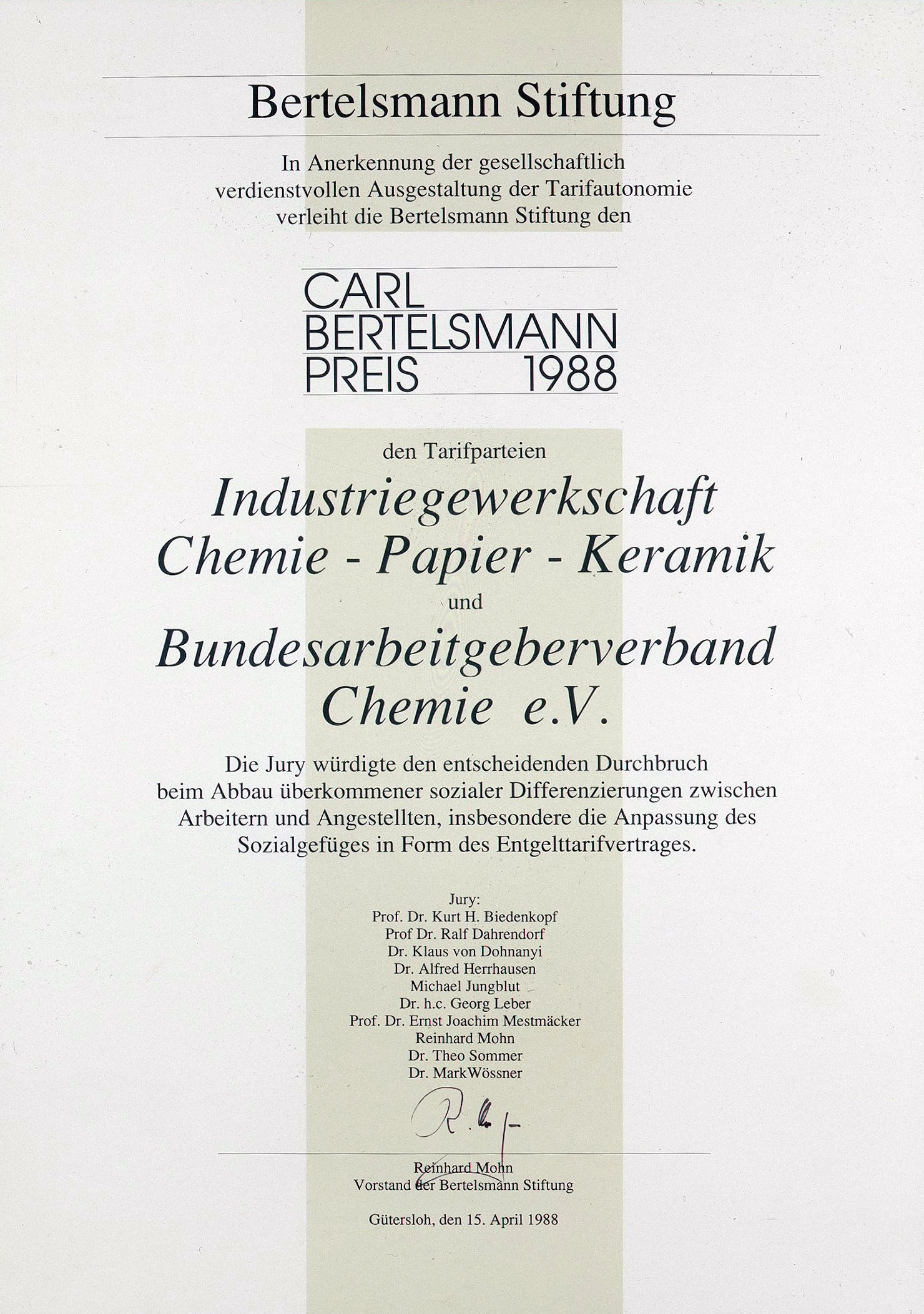
Urkunde zur Verleihung des Carl Bertelsmann-Preises 1988

Der Carl Bertelsmann-Preis (Eigenschreibweise ohne Bindestriche) wurde von 1988 bis 2008 von der Bertelsmann Stiftung vergeben. Die Auszeichnung würdigte wegweisende Lösungen für gesellschaftliche und politische Herausforderungen. Der Carl Bertelsmann-Preis erinnerte an Carl Bertelsmann, der 1835 die Keimzelle des Bertelsmann-Konzerns gründete. Der Preis wurde von Reinhard Mohn initiiert.

## Geschichte
1988 rief Reinhard Mohn den Carl Bertelsmann-Preis ins Leben. Mohn war Vorstand der Bertelsmann Stiftung und Aufsichtsratsvorsitzender von Bertelsmann. Ziel des Preises war es laut Satzung, Lösungen für gesellschaftspolitische Fragen in Deutschland und darüber hinaus zu unterstützen. Dabei spielten internationale Initiativen und Projekte eine wichtige Rolle. Reinhard Mohn erklärte, der Carl Bertelsmann-Preis solle „Denkprozesse anregen und die Entfaltungsmöglichkeiten kreativer Menschen fördern“. Das Preisgeld betrug 300.000 Mark. Außerdem war von Beginn an eine Finanzierung von Forschungs- und Modellprojekten vorgesehen.
In den ersten Jahren befasste sich der Carl Bertelsmann-Preis vor allem mit dem Verhältnis von Arbeitgebern und Arbeitnehmern in der Gesellschaft und in Unternehmen. 1990 behandelte die Auszeichnung erstmals auch bildungspolitische Themen. Ein großes Medienecho rief die Vergabe der Auszeichnung an die beiden privaten englischsprachigen Fernsehsender Channel 4 und TVW 7 im Jahr 1994 hervor. Ähnliches gilt für die Würdigung innovativer Schulsysteme, welche die Jury beispielsweise in Kanada und Dänemark vorfand.
Nach bildungs- und sozial- sowie unternehmens- und wirtschaftspolitischen Fragen rückte im Jahr 2000 das Gesundheitswesen in den Fokus des Carl Bertelsmann-Preises. Immer wieder waren auch demokratische Prozesse ein Thema. Mit Vergabe der Auszeichnung an Transparency International setzte die Bertelsmann Stiftung ein Zeichen im Kampf gegen Korruption. Im Laufe der Jahre fand der Carl Bertelsmann-Preis zudem mehr Beachtung in der Politik; so traten als Laudatoren unter anderem Bundesinnenminister Otto Schily (2004), Ministerpräsident Jürgen Rüttgers (2005) und Bundespräsident Horst Köhler (2006) auf.
2008 beschloss der Vorstand der Bertelsmann Stiftung, zu einem zweijährigen Rhythmus zu wechseln. Daher wurde der Carl Bertelsmann-Preis 2009 nicht verliehen. Nach Reinhard Mohns Tod im selben Jahr wurde auf Grundlage der Auszeichnung der Reinhard-Mohn-Preis entwickelt.

## Preisträger
| Jahr | Thema                                                        | Preisträger |
| ---- | ------------------------------------------------------------ | --- |
| 1988 | Beitrag der Tarifparteien zur Entwicklung der Gesellschaft   | Tarifparteien der Wirtschaftsbereiche Bau, Chemie und Metall, Deutschland                                                     |
| 1989 | Partnerschaft im Unternehmen                                 | Volvo Group, Schweden Herman Miller, Vereinigte Staaten                                                                       |
| 1990 | Evolution im Hochschulbereich                                | University of Warwick, Vereinigtes Königreich Arnfinn Graue und Megne Lerheim für die Universität Bergen, Norwegen            |
| 1991 | Beschäftigungspolitik in einer offenen Gesellschaft          | Schweiz Hoch-, Tief- und Montagebau (HTM), Plauen, Deutschland                                                                |
| 1992 | Zusammenleben in einem multikulturellen Staat                | Königreich Schweden |
| 1993 | Demokratie und Effizienz in der Kommunalverwaltung           | Christchurch, Neuseeland Phoenix, Vereinigte Staaten                                                                          |
| 1994 | Gesellschaftliche Verantwortung im Fernsehen                 | Channel 4, Vereinigte Königreich TVW 7, Australien                                                                            |
| 1995 | Methoden und Instrumente erfolgreicher Beschäftigungspolitik | Portugal |
| 1996 | Innovative Schulsysteme im internationalen Vergleich         | Durham Board of Education, Ontario, Kanada                                                                                    |
| 1997 | Eigenverantwortung und Solidarität                           | Stichting van de Arbeid, Niederlande                                                                                          |
| 1998 | Innovation und Verantwortung in der Informationsgesellschaft | Canadian Radiotelevision and Telecommunications Commission, Kanada Recreational Software Advisory Council, Vereinigte Staaten |
| 1999 | Berufliche Bildung der Zukunft                               | Königreich Dänemark |
| 2000 | Reformen im Gesundheitswesen                                 | Eidgenössisches Departement des Innern, Schweiz Nederlands Huisartsen Genootschap, Niederlande                                |
| 2001 | Strategien der Transformation                                | Polen Bolivien |
| 2002 | Transparenz – Grundlagen für Verantwortung und Mitwirkung    | Transparency International, Deutschland                                                                                       |
| 2003 | Unternehmenskultur und Führungsverhalten als Erfolgsfaktoren | Hilti Aktiengesellschaft, Liechtenstein                                                                                       |
| 2004 | Leistungssteigerung und Fortschritt im öffentlichen Bereich  | Århus Amt, Dänemark |
| 2005 | Junge Generation und Arbeit                                  | Hamburger Hauptschulmodell, Deutschland                                                                                       |
| 2006 | Beschäftigung in Wirtschaft und Gesellschaft                 | Reformprogramm der Regierung, Finnland                                                                                        |
| 2007 | Gesellschaftliches Engagement als Bildungsziel               | Citizenship Foundation, Großbritannien                                                                                        |
| 2008 | Integration braucht faire Bildungschancen                    | Toronto District School Board, Kanada                                                                                         |

## Kritik
Die Verleihung des Carl Bertelsmann-Preises 1994 an zwei private Fernsehsender war mit Kritik am Regelwerk des deutschen Rundfunksystems verbunden. Hierin sah etwa Die Tageszeitung eine unzulässige Vermischung von Interessen, da der Bertelsmann-Konzern selbst an RTL beteiligt ist. Unabhängig davon wurde der Carl Bertelsmann-Preis 1998 erneut für Forderungen nach einer Neuordnung der deutschen Medienaufsicht genutzt. Zu den erklärten Zielen gehörte „mehr Selbstkontrolle und Nutzerkompetenz“.
2010 thematisierte der Autor und Journalist Thomas Schuler die Verleihung des Carl Bertelsmann-Preises 2002 an Transparency International. Er warf der Bertelsmann Stiftung vor, mit dieser Auszeichnung zwar öffentlich für mehr Transparenz einzutreten, selbst jedoch nicht ausreichend transparent zu sein.